# William E. Niblack

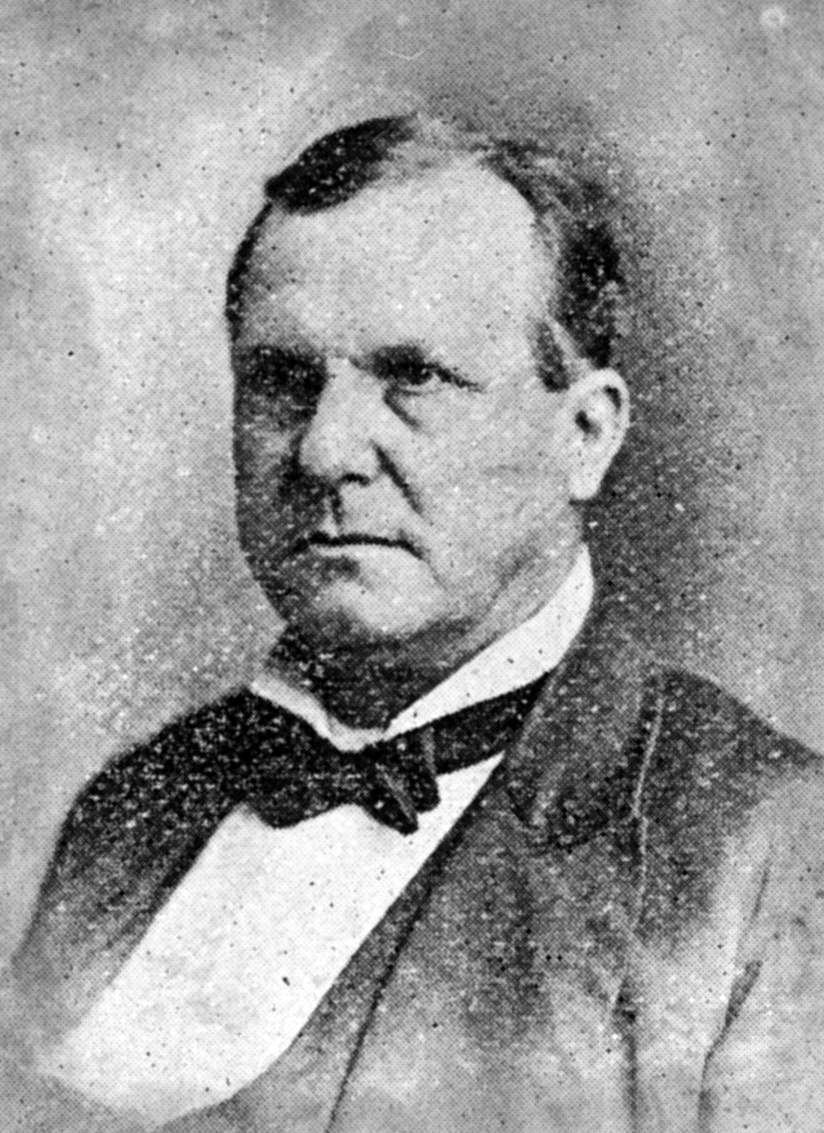
William E. Niblack

William Ellis Niblack (* 19. Mai 1822 im Dubois County, Indiana; † 7. Mai 1893 in Indianapolis, Indiana) war ein US-amerikanischer Politiker. Zwischen 1857 und 1861 sowie von 1865 bis 1875 vertrat er den Bundesstaat Indiana im US-Repräsentantenhaus.

## Werdegang
William Niblack war ein Cousin des Kongressabgeordneten  Silas L. Niblack (1825–1883) aus Florida. Er besuchte die öffentlichen Schulen seiner Heimat und studierte danach an der Indiana University in Bloomington. Nach einem Jurastudium und seiner im Jahr 1843 erfolgten Zulassung als Rechtsanwalt begann er in Vincennes in seinem neuen Beruf zu arbeiten. Gleichzeitig schlug er als Mitglied der Demokratischen Partei eine politische Laufbahn ein. In den Jahren 1849 und 1850 war er Abgeordneter im Repräsentantenhaus von Indiana. Danach gehörte er von 1850 bis 1853 dem Staatssenat an. Zwischen 1854 und 1859 fungierte Niblack als Richter im dritten Gerichtsbezirk seines Staates.
Nach dem Tod des Abgeordneten James Lockhart wurde Niblack bei der fälligen Nachwahl für den ersten Sitz von Indiana als dessen Nachfolger in das US-Repräsentantenhaus in Washington, D.C. gewählt, wo er am 7. Dezember 1857 sein neues Mandat antrat. Nach einer Wiederwahl konnte er bis zum 3. März 1861 im Kongress verbleiben. Diese Zeit war von den Ereignissen im unmittelbaren Vorfeld des Bürgerkrieges geprägt. Im Jahr 1860 verzichtete er auf eine erneute Kandidatur. 
Zwischen 1862 und 1863 war Niblack erneut Abgeordneter im Repräsentantenhaus von Indiana. In den Jahren 1864, 1868 und 1876 nahm er als Delegierter an den jeweiligen Democratic National Conventions teil. Bei den Wahlen des Jahres 1864 wurde Niblack erneut im ersten Distrikt seines Staates in den Kongress gewählt, wo er am 4. März 1865 die Nachfolge von John Law antrat. Nach vier Wiederwahlen konnte er dort bis zum 3. März 1875 fünf weitere Legislaturperioden verbringen. In dieser Zeit endete der Bürgerkrieg. Danach war die Arbeit des Kongresses vom Streit zwischen der Republikanischen Partei und Präsident Andrew Johnson bestimmt.
Im Jahr 1874 verzichtete Niblack auf eine weitere Kandidatur. Nach seinem Ausscheiden aus dem US-Repräsentantenhaus praktizierte er wieder als Anwalt. Von 1877 bis 1889 war er Richter am Supreme Court of Indiana. Danach zog er sich in den Ruhestand zurück, den er in Indianapolis verbrachte. Dort ist William Niblack am 7. Mai 1893 auch verstorben.